# تخطيط صدى الدماغ
تخطيط صدى الدماغ (بالإنجليزية: Echoencephalography)‏ هو تَفصيل أسطح الدماغ باستعمال الموجات فوق الصوتية.